# بيغ والتر برايس
بيغ والتر برايس (بالإنجليزية: Big Walter Price)‏ هو كاتب أغاني وموسيقي وعازف بيانو ومغن مؤلف أمريكي، ولد في 2 أغسطس 1914 في غونزاليس في الولايات المتحدة، وتوفي في 7 مارس 2012 في هيوستن في الولايات المتحدة.

## وصلات خارجية
- بيغ والتر برايس على موقع IMDb (الإنجليزية)
- بيغ والتر برايس على موقع ديسكوغز (الإنجليزية)